# ألعاب العقل (مسلسل تلفزيوني)
جنة القتلة هو فيلم وثائقي صٌدر عام2007 يستعرض معدل قتل النساء المرتفع الذي ظل دون حل في غواتيمالا منذ نهاية الحرب الأهلية في غواتيمالا. الفيلم هو إنتاج مشترك بين المجلس الوطني لأفلام كندا وبي بي سي ومن إخراج الصحفي وصانع الافلام جيزيل بورنييه في ترونتو.عُرض لأول مرة في 8 مارس 2007 في تورنتو وتم بثه على قنوات متعددة في جميع أنحاء العالم، بما في ذلك دي أو سي: القناة الوثائقية في الولايات المتحدة.

## وصف عام
قُتلت أكثر من 2200 امرأة في غواتيمالا بين عامي 2001 و2008، وعدد لا يحصي تم اغتصابهن وتعذيبهن وتشويههن. يعرض هذا الفيلم هذا الوباء من خلال فحص حالات القتل العديدة التي تحدث أثناء التصوير وقبله مباشرة. ويتابع المخرجون بالتحديد عائلة كلوديا فيلاسكيز، وهي طالبة تبلغ من العمر 19 عامًا قُتلت في إحدى الليالي بعد حفل مع الأصدقاء. عندما توقفت القضية، ذهب والد كلودينا، بصحبة طاقم تصوير، عدة مرات إلى مكاتب المحققين الجنائين. في البداية، وُصفت كلوديا كعاهرة، بسبب الصنادل وخاتم السرة التي كانت ترتديها. يضغط والد كلودينا على المحققين لمتابعة القضية بفعالية، ولكن يتم إخباره مرارًا وتكرارًا أنه تم نقل القضية من محقق إلى آخر.
تُظهر هذه الحالة وغيرها من الحالات في الفيلم، مثل حالة امرأة مجهولة عُثر عليها عارية في مجرى نهر جاف، إلى أي مدى يتفشي قتل النساء في غواتيمالا، وتشير إلى العديد من الأسباب التي تجعل هذه الجرائم لا تُحل على الإطلاق. يتحدث الشهود وأفراد أسر الضحايا الذين تمت مقابلتهم في الفيلم على مضض وباعتبار أن هذا ملاذهم الأخير، ويشرحون أنهم يخشون انتقام القتلة، الذين غالبًا ما يكونون من أفراد العصابات الشباب أو الجنود المتمردين، والعديد منهم عاطلين عن العمل بعد انتهاء الصراع العسكري الكبير في غواتيمالا. يعرض الفيلم أيضًا عدم رغبة السلطات في التحقيق في جرائم القتل، بسبب الفساد والخوف من انتقام الجناة. تم الكشف أيضًا عن النزعة الذكورية وتفشي الكره للنساء في المجتمع، كما هو الحال عندما ترى الشرطة أن الضحايا يرتدون ماكياجًا أو ملمع اظافر أو ملابس كاشفة فيفترضون أنهم مومسات ويرفضون التحقيق في جرائم القتل. وحيث أن الفيلم يركز في المقام الأول على النساء الاتي يتم خطفهم في الشوارع، إلا أنه يذكر أيضًا العدد الكبير من النساء اللاتي يتعرضن للضرب أو القتل على أيدي أزواجهن وأحبائهن، وأن مثل هذه الحالات نادراً ما يتم الإبلاغ عنها أو التحقيق فيها. بالإضافة إلى ذلك، لا يزال القانون قائما حيث يمكن تبرئة المغتصب المدان إذا وافقت ضحيته على الزواج منه، وهذا يعني أن العديد من ضحايا قضايا الاغتصاب «التي تم حلها» يتم إجبارهم على الزواج بشكل تعسفي خوفًا على حياتهم.
وبالرغم من الزيادة المستمرة في معدل قتل النساء، فإن الفيلم لا يخلو من الأمل. يحصل المخرجون مقابلة مع الرئيس أوسكار بيرغر، الذي يرفض انتقاداتهم على أنها مجرد «تشاؤم»، ويقول إنه متفائل من أن البرامج الجديدة، بما في ذلك الإصلاح الشامل لقوات الشرطة والتدريب الأجنبي لمحققي القتل، ستحسن الوضع. وقد قوبل انتقاد المخرج بورتينير للعجز الحكومي بالإحباط والازدراء، وغادر بيرغر المقابلة فجأة. وشكر بورتينير منزعجا غاضبا.أحد المشاهد يظهر مسيرة احتجاج كبيرة في العاصمة، مدينة غواتيمالا، حيث يطوق المواطنون وزارة العدل بشريط شرطة أصفر، معلنين ذلك«مسرح جريمة التقاعس». خيط آخر من الفيلم يظهر شقيقة أحد ضحايا قتل وهي تناشد الكونغرس الأمريكي، وتكتسب في نهاية المطاف جمهوراً في لجنة من أجل لفت الانتباه الدولي إلى محنة النساء في غواتيمالا.